# Schleifbach (Haslochbach)
Der Schleifbach oder auch Springbach ist ein linker Zufluss des Haslochbachs im Landkreis Main-Spessart im bayerischen Spessart.

## Geographie

### Verlauf

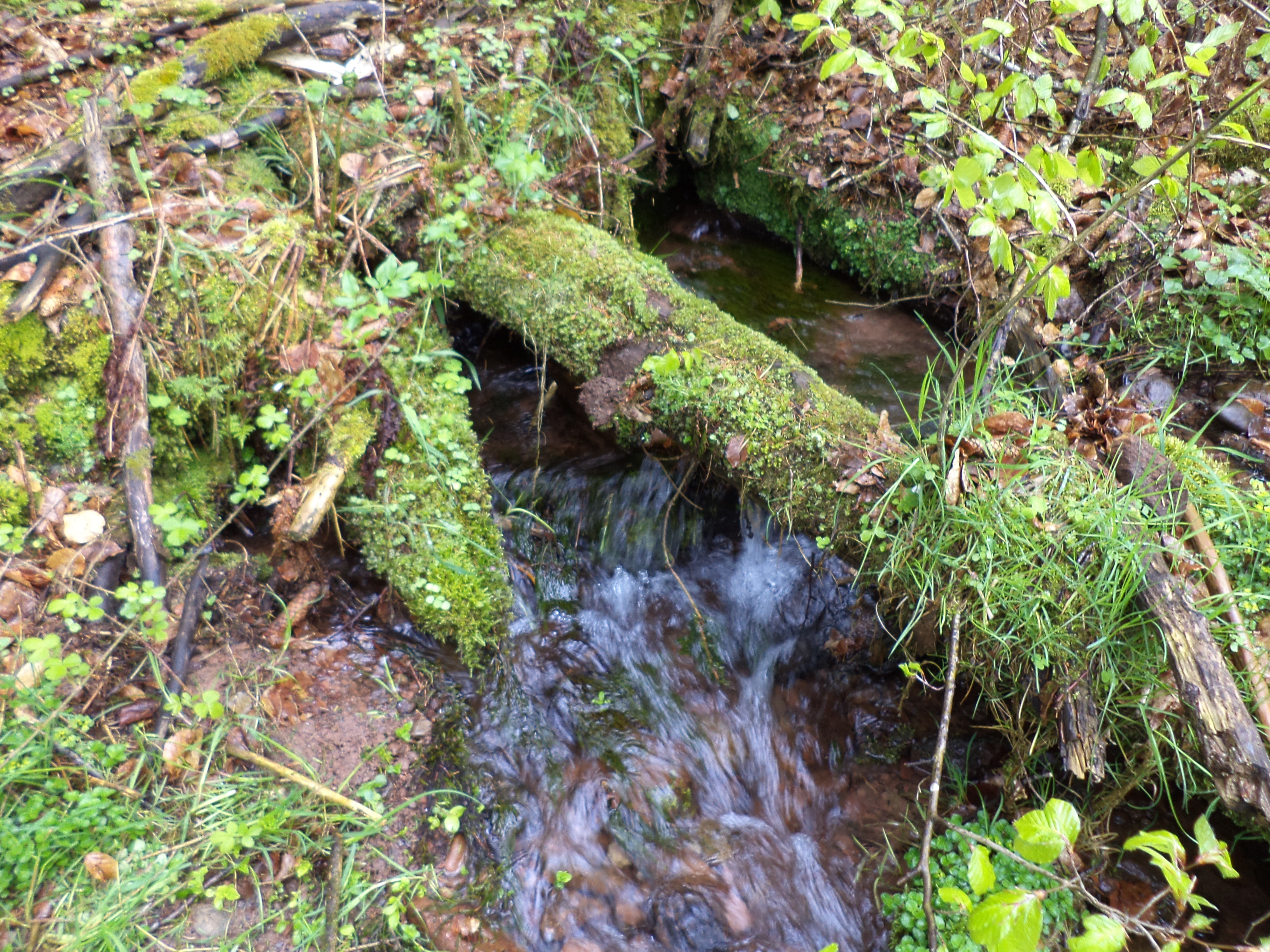
Eine der Hauptquellen des Springbrunnens

Die Quelle des Schleifbachs befindet sich eigentlich westlich von Bischbrunn. Dort entspringt er auf freiem Feld dem Geißbrunnen (Lage). Nach Starkregen oder der Schneeschmelze entsteht der Bach etwa 3 km weiter talaufwärts am Torhaus Aurora. Der Geißbrunnen wurde früher als Trinkwasserbrunnen genutzt. Damals lag er noch im Wald. Der Schleifbach durchfließt ein Biotop und wird etwas weiter südlich vom Breitenbrunnen (Lage) verstärkt. Er diente auch der Trinkwasserversorgung und schüttet stärker als der Geißbrunnen. Der Bach fließt in südliche Richtung und unterquert die Bundesautobahn 3. Der vom Geiß- und Breitenbrunnen kommende Oberlauf liegt jedoch oft trocken. Das Bachbett führt dann erst ab dem Springbrunnen wieder Wasser. Dort treten an mehreren Stellen auf der rechten Hangseite größere Mengen Quellwasser aus. Ab dem Springbrunnen verläuft der Schleifbach nach Südosten zur Schleifmühle, tritt in das Mühlental ein und knickt in südwestliche Richtung ab. Er fließt danach am Finstereck vorbei zur Zwieselmühle. Die Mühle wurde durch den Haslochbach betrieben, in den der Schleifbach dort von links mündet.

## Mühlen

### Schleifmühle

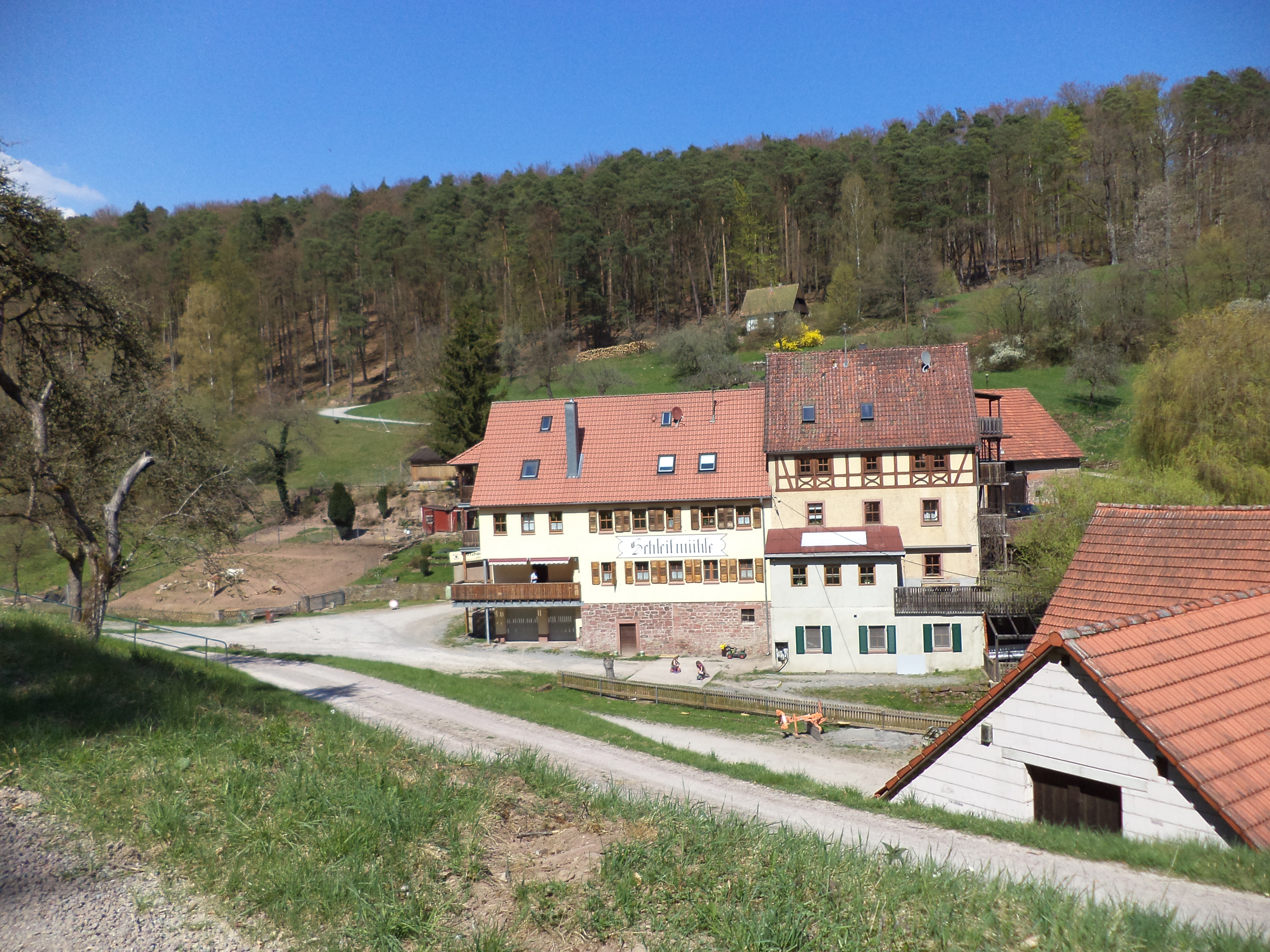
Schleifmühle

Die Schleifmühle ist die oberste Mühle im Mühlental, bestehend aus vier Gebäuden. Sie wurde 1694 als „Springmühle“ erstmals erwähnt. Seit 1929 steht neben der Mühle eine Kapelle. Im Jahre 1941 brannte die Mühle nieder, wurde aber sofort wieder errichtet. 1970 wurde dort eine Gastwirtschaft eröffnet, die seit 2019 geschlossen ist.

### Zwieselmühle
Siehe Zwieselmühle.

## Finstereck
Das Finstereck (Lage) ist ein Ort des Aberglaubens. Die Bewohner des Mühlentals verbannten die Geister, die, wie man glaubte, in leerstehenden Gebäuden spukten, in Tonflaschen, die am Finstereck vergraben wurden. Im Jahre 1909 spülte ein Hochwasser des Schleifbachs diese Flaschen frei. Sie wurden noch in der gleichen Nacht wieder vergraben, ohne eine zu öffnen.

## Bildergalerie

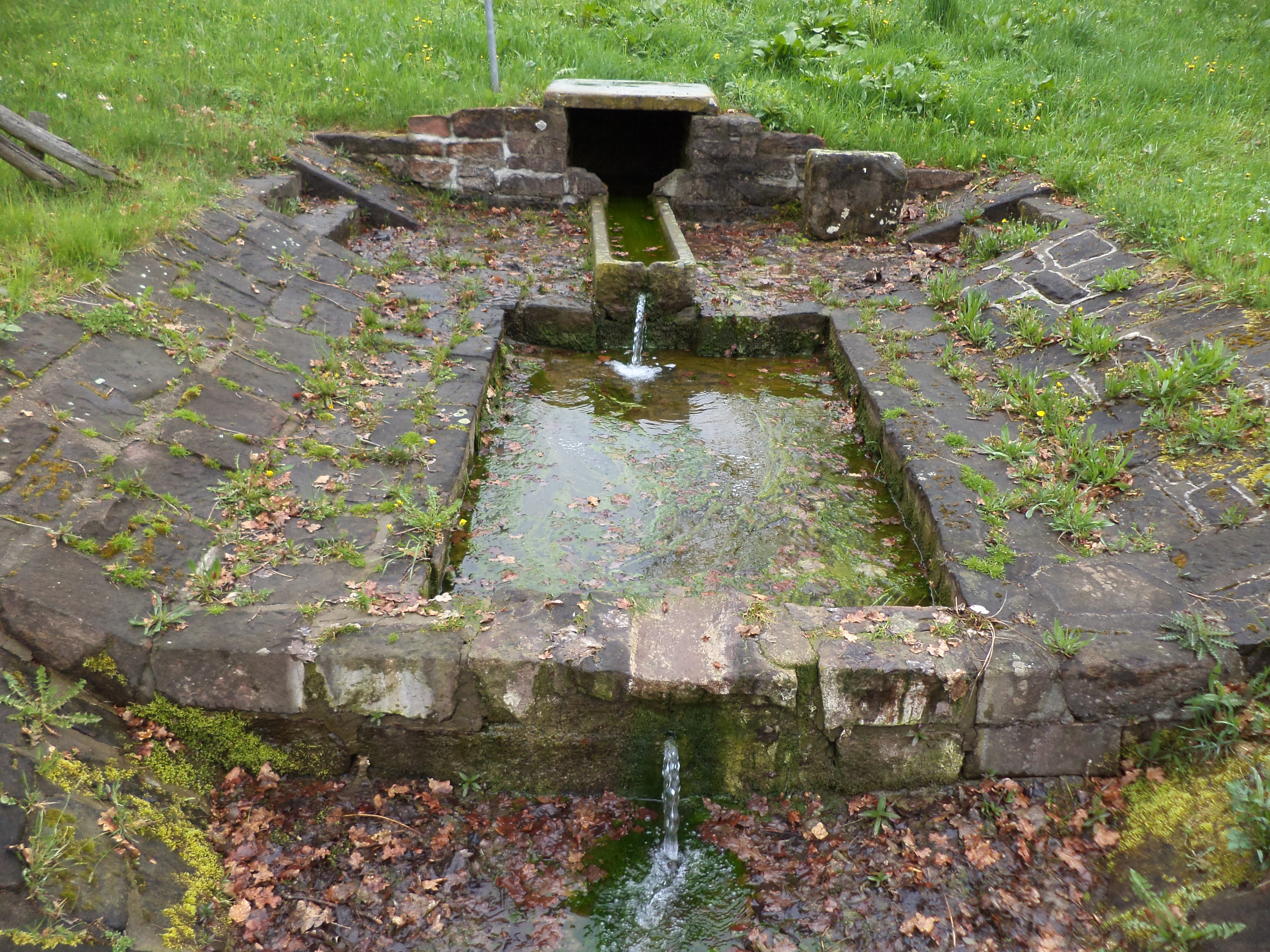
Geißbrunnen
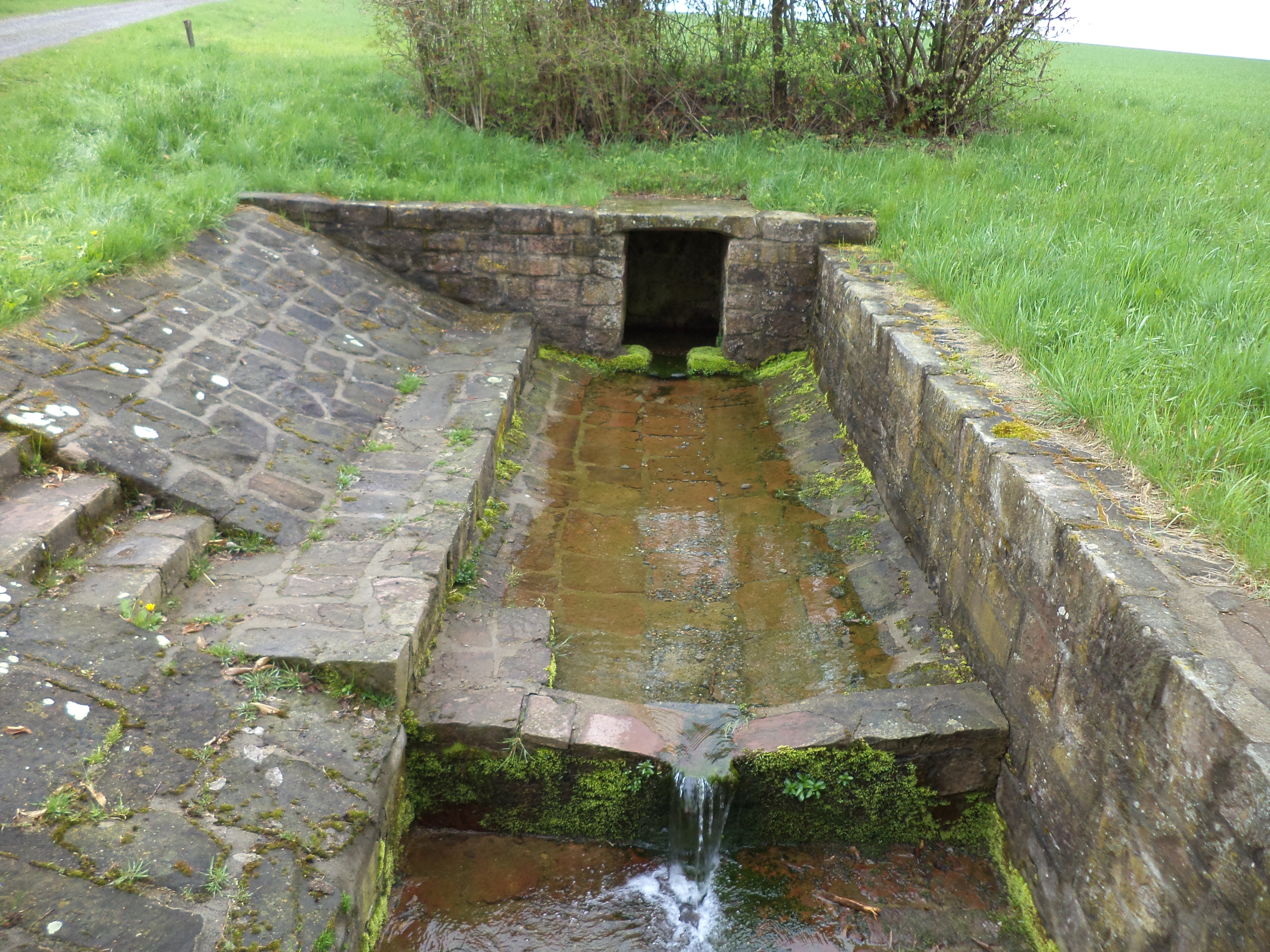
Breitenbrunnen
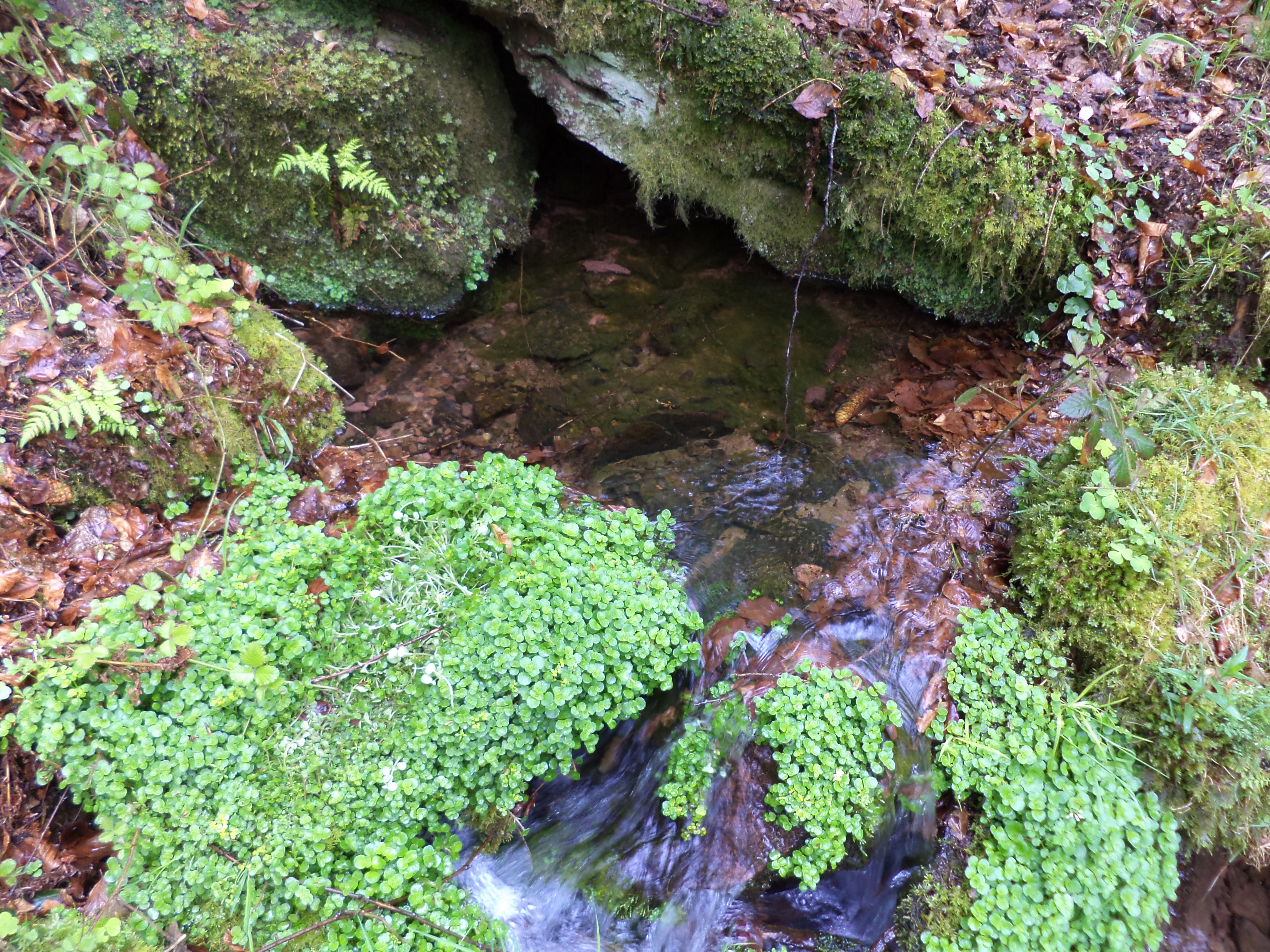
Quelle des Springbrunnens
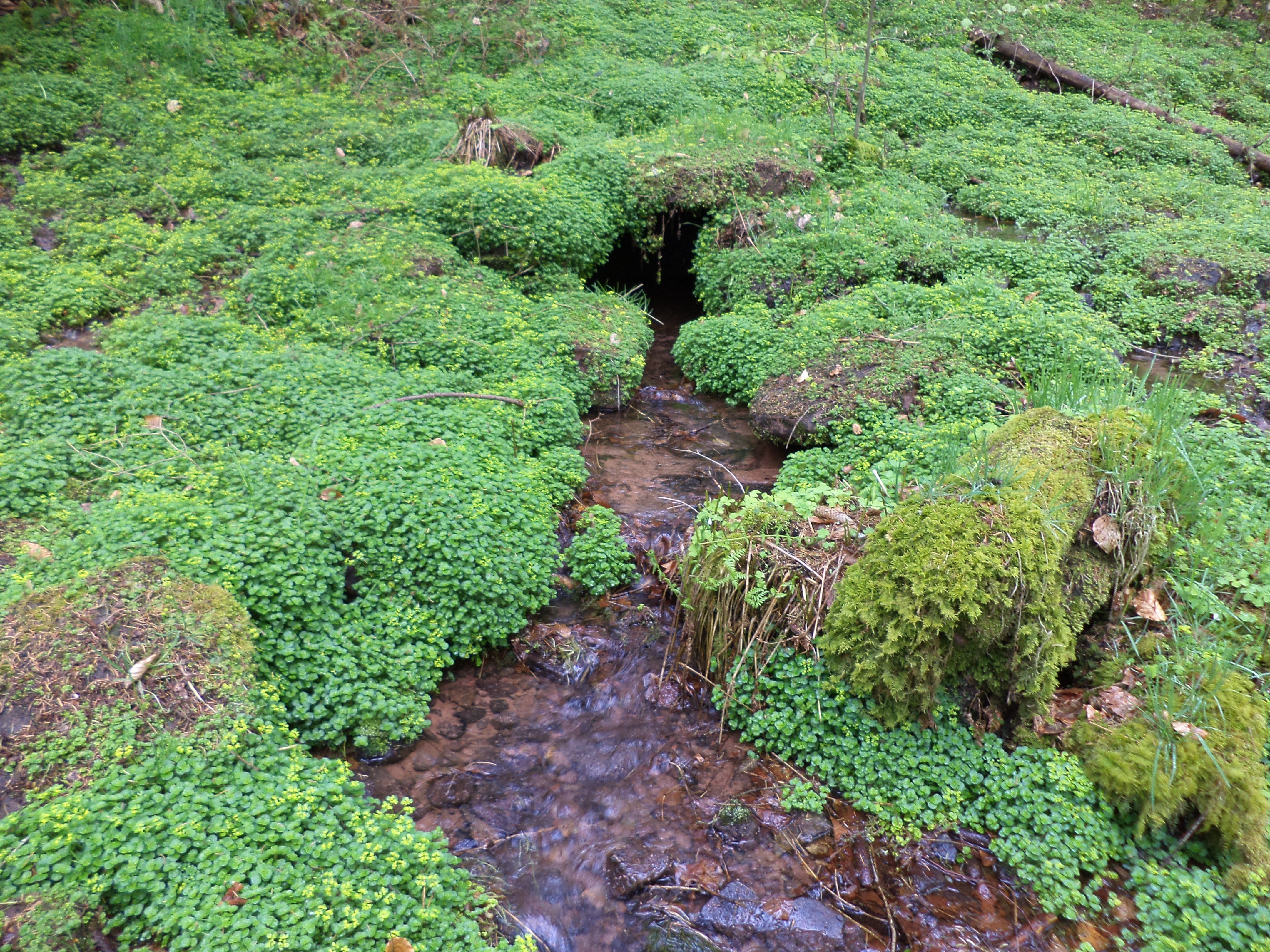
Quelle des Springbrunnens